# Crass
Crass («groseros») fue una banda punk inglesa formada en 1977, que promovía el anarquismo como ideología política, modo de vida y movimiento de resistencia. Crass popularizó el movimiento anarcopunk dentro de la subcultura punk y abogó por la acción directa, los derechos de los animales y el ecologismo. La banda defendió y utilizó un enfoque ético de autosuficiencia, produciendo collages sonoros, gráficos, álbumes y películas. Crass también criticó la cultura mainstream e intentó subvertirla con mensajes que promovían el feminismo, el antirracismo, y el pacifismo.
La banda fue crítica de la misma subcultura punk, así como de la cultura juvenil en general. Crass promovía el tipo de anarcopacifismo que a la larga seguirían otras bandas de la escena musical punk. También se los relaciona con el género art punk, debido a su uso de collages de casetes, gráficos, grabaciones con "palabra hablada", poesía e improvisación.

## Historia

### Orígenes

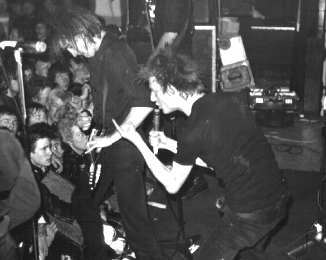
Crass, Birmingham, 1981. N. A. Palmer (izquierda) y Steve Ignorant (derecha).

La banda se creó en Dial House, una comunidad abierta cerca de Epping (Essex) cuando Penny Rimbaud (cuyo nombre real es Jeremy Ratter), fundador de Dial House y miembro de los grupos de performance vanguardista EXIT y Ceres Confusion, comenzó a tocar con Steve Ignorant (de nombre real Steve Williams), que estaba viviendo en la comuna en ese momento. Ignorant tuvo la inspiración para formar una banda luego de ir a un concierto de The Clash en el Colston Hall en Bristol, mientras que Rimbaud había estado trabajando en su composición en prosa 'Reality Asylum'. Juntos produjeron las canciones "So What?" y "Do They Owe Us A Living?" como dúo de voz y batería. Por un corto período de tiempo, se llamaron Stormtrooper, antes de cambiarse el nombre a Crass, en referencia a la canción de David Bowie "Ziggy Stardust," específicamente la frase que dice "The kids was just crass".

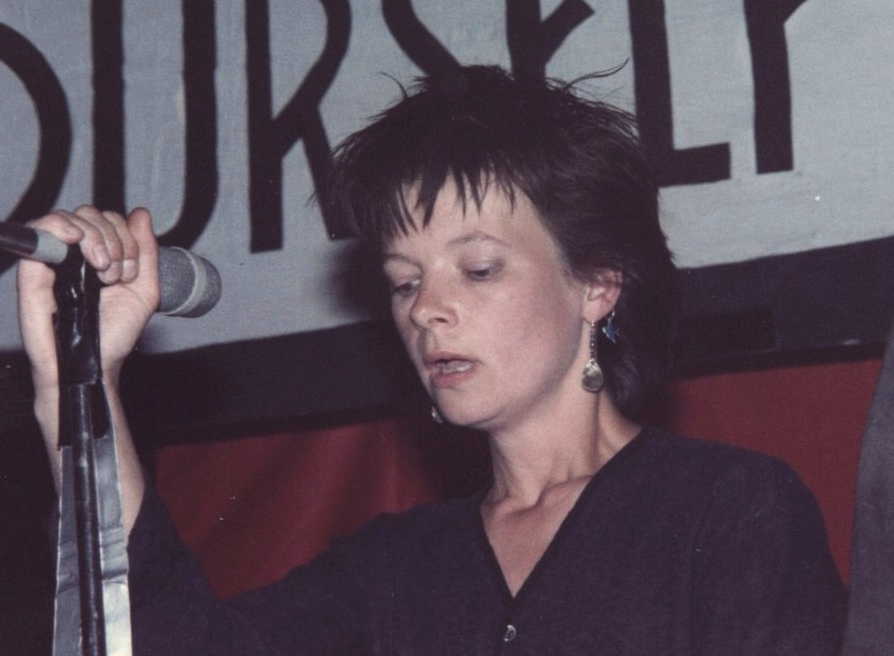
La cantante de Crass, Eve Libertine, en mayo de 1984.

Otros amigos y miembros de la comuna se unieron a ellos, incluidos Joy De Vivre, Pete Wright, N. A. Palmer (con nombre real Andy Palmer), Steve Herman y Eve Libertine (nombre real Bronwyn Lloyd Jones), considerada "la primera fan de la banda", y no pasó mucho tiempo antes que tocaran su primer concierto en el festival callejero de ocupación en Huntley Street, en el norte de Londres. Su intención allí era tocar cinco canciones; sin embargo, un vecino los obligó a parar luego de tres. El guitarrista Steve Herman pronto dejaría la banda y sería reemplazado por Phil Free (nombre real Phil Clancey). Otros de los primeros conciertos de Crass fueron una gira de cuatro días en Nueva York, un concierto en un festival de Covent Garden (Londres) en donde Charles Hayward de This Heat reemplazó a Rimbaud en la batería, y un concierto junto a UK Subs en el pub White Lion en Putney. Estas últimas actuaciones no solían ser muy concurridas; "la audiencia consistía en nosotros cuando tocaban los Subs y los Subs cuando tocábamos nosotros".
Crass también realizó dos conciertos en el Club Roxy en Covent Garden. Según Rimbaud, todos los miembros de la banda llegaron borrachos al segundo concierto y los echaron del escenario. Este evento fue inmortalizado en su canción "Banned from the Roxy" y en el ensayo Crass at the Roxy, de Penny Rimbaud.
Después de este incidente, la banda decidió tomárselo más seriamente, particularmente prestando más atención a su presentación. Además de evitar el alcohol o cannabis antes de un concierto, también adoptaron una política de vestimenta que consistía en ropa militar negra que debían llevar todo el tiempo, estuvieran o no en el escenario. Introdujeron su distintivo telón de fondo, un logo diseñado por un amigo de Rimbaud, Dave King de Sleeping Dogs Lie. Esto le dio a la banda una imagen militarista, lo que llevó a algunas personas a acusarlos de fascistas. Crass respondió que su apariencia uniforme intentaba ser una declaración contra el "culto a la personalidad", por lo que, en contraste a la norma de la mayoría de las bandas, ningún miembro sería identificado como el "líder".
Originalmente concebido e ideado como la portada de la versión del panfleto 'Christ's Reality Asylum', autopublicado por Penny Rimbaud, el logo de Crass representa una amalgamación de varios "íconos de autoridad", incluida la cruz cristiana, la esvástica y la bandera del Reino Unido, combinado con un uróboros de dos cabezas que simboliza la idea de que el poder finalmente se destruiría a sí mismo. El uso de estos mensajes contradictorios de forma deliberada era parte de la estrategia de Crass de presentarse a sí mismos como un "aluvión de contradicciones", lo que también incluyó usar música agresiva y fuerte para promover un mensaje pacifista y que en parte era una referencia a su procedencia dadaísta y de performance.
La banda evitó cualquier tipo de iluminación elaborada del escenario durante sus actuaciones en vivo, prefiriendo en cambio iluminar con simples focos de 40 vatios (las dificultades técnicas de filmar bajo semejantes condiciones de luz explica en parte por qué hay tan pocas grabaciones de Crass en vivo). La banda fue pionera en técnicas de presentación multimedia, utilizando al máximo tecnología de vídeo y exponiendo al fondo del escenario películas y collages de vídeo realizados por Mick Duffield y Gee Vaucher para mejorar sus actuaciones.

### The Feeding of the 5000y Crass Records

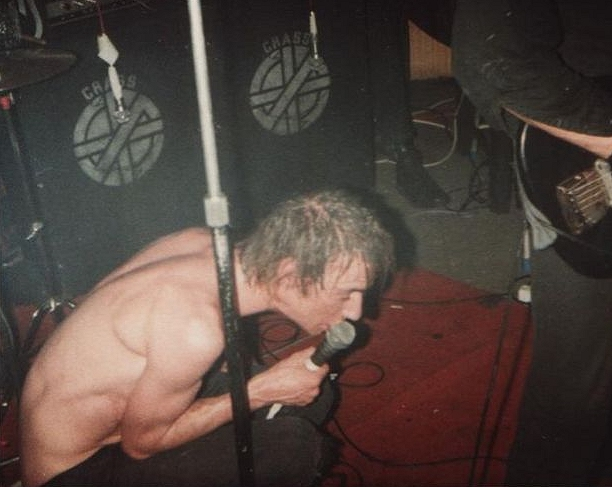
El cantante de Crass Steve Ignorant, junio de 1981.

El primer lanzamiento de Crass fue The Feeding of the 5000, un EP de 12" con dieciocho pistas bajo el sello de Small Wonder en 1978. Los trabajadores de la planta de prensado se negaron a trabajar alegando el contenido blasfemo de la canción "Asylum". El disco finalmente se lanzó sin la canción y reemplazada con dos minutos de silencio, titulada irónicamente "The Sound Of Free Speech" ("El sonido de la libertad de expresión"). Este incidente impulsó a Crass a crear su propia compañía discográfica independiente, Crass Records, para prevenir que Small Wonder los pusiera en una posición comprometedora en el futuro, así como para mantener absoluto control editorial sobre su material. "Asylum", renombrada "Reality Asylum", fue lanzada poco después por Crass Records en un sencillo de 7". Posteriores reimpresiones del álbum (también en Crass Records) restauraron la versión original del sencillo perdido.
Además de su propio material, Crass Records publicó grabaciones de otros artistas, siendo el primero un sencillo de 1980 llamado "You Can Be You" de Honey Bane, una adolescente que se estaba quedando en Dial House mientras escapaba de la casa de sus padres. Otros artistas fueron Zounds, Flux Of Pink Indians, Omega Tribe, Rudimentary Peni, Conflict, la banda islandesa KUKL (junto a la cantante Björk), el cantante clásico Jane Gregory, Anthrax, Captain Sensible, Lack of Knowledge y Poison Girls, una banda de ideologías parecidas que trabajó junto a Crass durante varios años. 
Crass Records también hizo tres ediciones de Bullshit Detector, compilaciones de demos y grabaciones caseras que habían sido enviadas a la banda y que ellos pensaban que representaban la étida de la autosuficiencia. Los números del catálogo de lanzamientos de Crass Records estrenados intentaban representar una cuenta regresiva al año 1984 (por ejemplo, 521984 significaba "cinco años hasta 1984"), tanto el año que Crass fijó para separarse como una fecha cargada de significado en el calendario antiautoritario debido a la novela homónima de George Orwell.

### Penis Envy

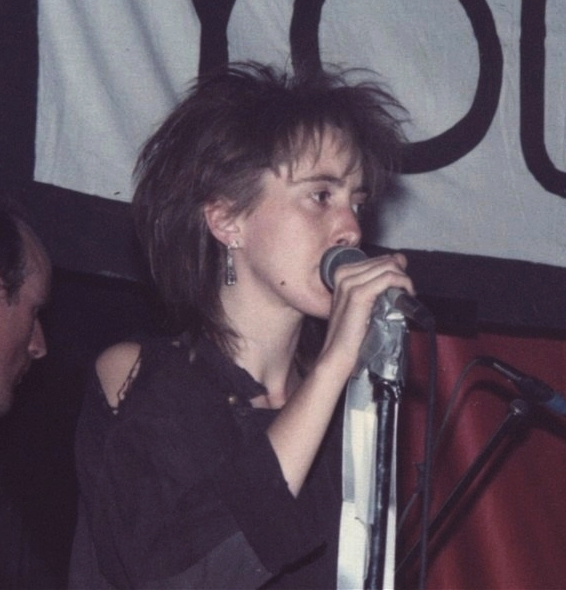
Cantante de Crass Joy De Vivre, 1984.

Crass lanzó su tercer álbum, Penis Envy, en 1981. Esto marcó una desviación de la imagen de "hardcore punk" que The Feeding of the 5000 y su sucesor Stations of the Crass le habían dado en cierta medida al grupo. El álbum contaba con arreglos musicales más complejos y exclusivamente voces femeninas, provistas por Eve Libertine y Joy De Vivre (aunque Steve Ignorant permaneció como miembro del grupo y aparece acreditado en la portada del álbum como "no en esta grabación").
El álbum aborda temas feministas y nuevamente ataca instituciones del "sistema" como el matrimonio y la represión sexual. El último tema de Penis Envy, una deliberada parodia azucarada de las canciones de amor populares llamada "Our Wedding", estuvo disponible como un flexi disc blanco para los lectores de Loving, una revista juvenil. La oferta gratuita del flexi a Loving la sugirió una organización que se llamaba a sí misma "Creative Recording And Sound Services" (nótese las iniciales). Surgió una controversia menor cuando se reveló el bulo, con el tabloide News of the World afirmando que el título del álbum original del flexi era "demasiado obsceno para publicarlo".
El álbum estuvo prohibido para las tiendas de HMV. Durante mediados de la década de 1980, la policía de Mánchester bajo la dirección de James Anderton incautó copias de la tienda de discos Eastern Bloc, junto a otras grabaciones de Crass y The Dead Kennedys. Frank Schofield, dueño de la tienda, fue acusado de mostrar "artículos obscenos para publicación con ánimo de lucro". La banda Flux of Pink Indians, sus dos sellos discográficos y su editorial también fueron acusados de actos de publicación obscena, pero todos los cargos fueron retirados por la policía de Mánchester.

### Christ - The Albumy un cambio de estrategia
El cuarto LP de la banda, Christ - The Album, grabado como disco doble en 1982, tomó un año para grabar, producir y mezclar, tiempo durante el cual estalló y terminó la Guerra de Malvinas. Esto causó que Crass se cuestionara su enfoque para hacer discos. Como grupo cuyo propósito principal era el comentario político, sentían que habían sido superados por los eventos del mundo real y se habían vuelto redundantes. Lanzamientos posteriores, incluyendo los sencillos "How Does It Feel to Be the Mother of a Thousand Dead" y "Sheep Farming in the Falklands" y el álbum Yes Sir, I Will, hicieron que la banda volviera a sus sonidos básicos y temáticas que fueran "respuestas tácticas" a las situaciones políticas. A su vez produjeron anónimamente 20.000 copias en flexi-disc de una grabación en vivo de "Sheep Farming...", copias que fueron insertadas aleatoriamente en portadas de otras grabaciones por trabajadores simpatizantes de la casa de distribución de Rough Trade records como forma de divulgar sus puntos de vista a aquellos que normalmente no los escucharían.

### Acción directa y debates internos
Desde sus primeros días en los que dibujaban con aerosol mensajes antiguerra, anarquistas, feministas y anticonsumistas alrededor del sistema de metro de Londres y en vallas publicitarias, la banda también se había visto envuelta en actividades políticas y musicales. El 18 de diciembre de 1982, Crass coordinó una ocupación de 24 horas en el club desocupado Zig Zag en el oeste de Londres, principalmente para un evento al que asistieron aproximadamente 500 personas para demostrar "que la escena underground punk puede manejarse a sí misma responsablemente cuando tiene que hacerlo y que se puede disfrutar la música realmente sin las restricciones impuestas por el sector empresarial".
Las bandas que tocaron en Zig Zag (en orden de aparición) fueron Faction, D and V, Omega Tribe, Lack of Knowledge, Sleeping Dogs, The Apostles, Amebix, Null & Void, Soldiers of Fortune, The Mob, Polemic Attack, Poison Girls, Conflict, Flux of Pink Indians, Crass y DIRT.
En 1983 y 1984, fueron parte de las acciones de Stop the City promovidas por London Greenpeace adelantándose a las acciones de antiglobalización de principios del siglo XXI. El apoyo explícito a estas actividades se dio en la letra del último sencillo lanzado por la banda, "You're Already Dead", que también llevó a Crass a mostrar públicamente sus crecientes dudas acerca de su compromiso a largo plazo con el pacifismo. Esto llevó a una mayor introspección de la banda, con algunos miembros sintiendo que empezaban a resentirse, perdiendo de vista su postura esencialmente positiva. Como reflejo de este debate, el siguiente lanzamiento de Crass fue Acts of Love, un conjunto de cincuenta poemas de Penny Rimbaud junto a música clásica, descrito como "canciones para mi otro yo" con la intención de celebrar "el profundo sentido de unidad, paz y amor que existe dentro de ese otro yo".

### Thatchergate
Otro bulo posguerra de Malvinas originado por los miembros de Crass fue conocido como "las cintas Thatchergate".
Este fue un casete con lo que parecía ser una conversación telefónica escuchada accidentalmente, debido a las líneas cruzadas. La cinta en realidad había sido construida por Crass, usando grabaciones de las voces de Margaret Thatcher y Ronald Reagan. En la cinta Thatchergate discutían el hundimiento del HMS Sheffield durante la Guerra de las Malvinas y aparentemente sostenían que Europa se utilizaría como objetivo para el uso de bombas atómicas en cualquier conflicto entre Estados Unidos y la Unión Soviética.
Las copias se filtraron a la prensa y el Departamento de Estado de los Estados Unidos creyó que la cinta eran una propaganda producida por la KGB soviética, como reporta el San Francisco Chronicle y The Sunday Times. A pesar de haber sido mandadas de forma totalmente anónimas, el periódico británico The Observer pudo de alguna manera vincular la cinta con la banda.

### Disolución
Crass se retiró del ambiente público luego de convertirse en una molestia para el gobierno de Margaret Thatcher tras la Guerra de Malvinas. Dudas en el Parlamento y un intento de acusación bajo la Ley de Publicación obscena por su sencillo "How Does It Feel..." llevaron a una ronda de batallas en la corte que la banda describió como el acoso que finalmente tuvo efecto. El 7 de junio de 1984 la banda dio su último concierto en Aberdare (Gales) a beneficio de los mineros en huelga, para luego retirarse a Dial House y concentrar sus energías en otras cosas.
El guitarrista N. A. Palmer había anunciado su intención de dejar la banda para poder dedicarse a sus estudios artísticos y el grupo llegó al consenso de que reemplazarlo sería "como tener un cadáver en la banda". Esto catalizó la afirmación que Crass hacía constantemente sobre su intención de separarse en 1984. Steve Ignorant se unió a la banda Conflict, con quien ya había trabajado y en 1992 formó Schwartzeneggar. Desde 1997 hasta 2000, fue miembro del grupo Stratford Mercenaries. También trabajó como titiritero de Punch y Judy y como solista. Eve Libertine continuó grabando junto a su hijo Nemo Jones así como con el artista de performance A-Soma. Pete Wright se concentró en construirse una casa flotante y formó el grupo de performance Judas 2, mientras que Rimbaud continuó escribiendo y tocando, tanto como solista como con otros artistas.

### De 2002 en adelante: The Crass Collective/Crass Agenda/Last Amendment
En noviembre de 2002 varios miembros de Crass colaboraron bajo el nombre de The Crass Collective para organizar Your Country Needs You, un concierto de "voces opuestas a la guerra" llevado a cabo en el Queen Elizabeth Hall en South Bank (Londres) que incluyó una interpretación de Réquiem de Guerra de Benjamin Britten, al igual que artistas como Goldblade, Fun-Da-Mental, Ian MacKaye y el proyecto post-Crass de Pete Wright, Judas 2. En octubre de 2003, Crass Collective cambió su nombre provisorio a Crass Agenda. Durante 2004 Crass Agenda estuvo al frente de una campaña para salvar el club de jazz Vortex Jazz Club en Stoke Newington, norte de Londres, que fue reubicado en Dalston. En junio de 2005 Crass Agenda declaró que no existiría más, cambiando posteriormente el nombre del proyecto al "más apropiado" Last Amendment (última enmienda).
Una canción "nueva" de Crass (en realidad una nueva edición de la canción de 1982 "Major General Despair", con nueva letra), "The Unelected President", también está disponible.

### 2007: The Feeding of the 5000 (revisado)
El 24 y 25 de noviembre de 2007 Steve Ignorant interpretó el álbum de Crass The Feeding of the 5000 completo en vivo en Shepherds Bush Empire (Reino Unido) junto a una banda de "invitados selectos". Otros miembros de Crass no se vieron relacionados con estos conciertos. Rimbaud inicialmente le negó a Ignorant el derecho de interpretar canciones de Crass que Rimbaud había escrito, pero luego cambió de idea. "Reconozco y respeto el derecho de Steve de hacer esto", dijo, "pero lo considero como una traición al espíritu de Crass". Ignorant tuvo una visión diferente: "No tengo que justificar lo que hago. (...) Además, la mayoría de las letras siguen siendo relevantes. ¿Y recuerdan esa palabra, 'diversión'?".

### 2010: The Crassical Collection (reediciones)
En agosto de 2010 se anunció que Crass iba a lanzar The Crassical Collection, formada por reediciones remasterizadas de su antiguo catálogo. El primero de la serie fue una edición remasterizada de The Feeding of the 5000, restaurado de las cintas analógicas de estudio originales, vuelto a empacar y respaldado con canciones inéditas y nuevas ilustraciones de Gee Vaucher. Stations of the Crass se lanzó en octubre de 2010 y los restantes (Penis Envy, Christ – The Album, Yes Sir, I Will y Ten Notes on a Summer's Day) durante 2011.

### 2011: The Last Supper
En 2011, Steve Ignorant se embarcó en un intensiva gira internacional interpretando material de Crass, terminando con un último concierto nuevamente en el Shepherds Bush Empire el 19 de noviembre titulado "The Last Supper". Había declarado que sería la última vez que tocaría las canciones de Crass, esta vez con la bendición y apoyo de Rimbaud. De hecho, Rimbaud se unió a él en el escenario para interpretar en voz y batería "Do They Owe Us A Living", cerrando el círculo artístico de la banda luego de 34 años; "Y entonces Penny vino y tú lo le diste tal saludo que hizo temblar mi labio inferior y luego el cabrón vino y me abrazó antes de empezar. Lo abracé tan fuerte y él olía a Dial House, Petulia y hierbas y los recuerdos fluyeron y lo hicimos, como la primera vez hace tantos años. Y así como empezó, terminó. La banda de Steve para su gira consistía en Gizz Butt, Carol Hodge, Pete Wilson y Spike T. Smith. También se le unió la vocalista original de Crass, Eve Libertine, para una serie de canciones.
El repertorio incluyó asimismo un cover de "West One (Shine On Me)" de the Ruts y una versión de "Shaved Women" donde Carol Hodge y Eve Libertine cantan juntas. El concierto terminó con una versión emocionalmente cargada de Bloody Revolutions durante la cual a Ignorant se le unió en el escenario el equipo salvavidas de Norfolk del que es ahora voluntario.

## Influencias
Crass influyó al movimiento anarquista en Inglaterra, Estados Unidos y resto del mundo. Con el crecimiento del anarcopunk llegaron nuevas generaciones de personas que se interesaron en las ideas anarquistas.
La influencia filosófica y estética de Crass en numerosas bandas de la década de 1980 fue de gran alcance, incluso su tardío estilo musical de improvisación libre (como en Yes Sir, I Will y su grabación final, 10 Notes on a Summer's Day).
La banda afirmó que sus influencias y antecedentes musicales rara vez procedían de la tradición del rock, sino más bien de la música clásica (particularmente de Benjamin Britten, de cuyo trabajo, según Rimbaud, están directamente basados algunos riffs), el dadaísmo y el vanguardismo, como John Cage, así como la tradición de arte de performance.
Sus portadas de collage en blanco y negro producidas por Gee Vaucher se convirtieron en un modelo estético y puede verse su influencia en artistas posteriores como Banksy (Banksy y Vaucher más tarde trabajaron juntos) y en el movimiento de contrapublicidad.
El álbum de 2007 del artista anti-folk Jeffrey Lewis,  12 Crass Songs, presenta covers acústicos de material originalmente escrito por Crass.
En febrero de 2011, el artista Toby Mott mostró una pequeña parte de su colección personal de efemérides de en la galería Roth de Nueva York. La exposición presentó ilustraciones, álbumes, incluyendo LP y EP de 12" originales, sencillos de 7" de Crass Records y un juego completo de la icónica cada de zine de Crass, Inter-National Anthem. El material presentado en la exposición muestra el período de mayor iniciativa de Crass, desde 1978 hasta 1984.

## Miembros
- Steve Ignorant (Voz)
- Eve Libertine (Voz)
- Joy De Vivre (Voz)
- N. A. Palmer (Guitarra)
- Phil Free (Guitarra)
- Pete Wright (Bajo y voz)
- Penny Rimbaud (Batería y voz)
- Gee Vaucher (Material gráfico, piano y radio)
- Mick Duffield (películas)
- John Loder, sonidista y fundador de Southern Studios, a veces considerado como el 'noveno miembro' de Crass[48]
- Steve Herman dejó Crass poco después de su primer concierto.

## Discografía
(Todos lanzados por Crass Records a menos que se indique lo contrario)

### Álbumes
- The Feeding of the 5000 (LP, 1978, Small Wonder Records) [UK Indie -#1]
- The Feeding of the 5000 - Second Sitting (LP, 1980, reedición de Crass Records 621984, con el sencillo "Asylum" reintegrado) (UK Indie – #11)
- Stations Of The Crass (521984, doble LP, 1979) (UK Indie – #1)
- Penis Envy (321984/1, LP, 1981) (UK Indie – #1)
- Christ - The Album (BOLLOX2U2, doble LP, 1982) (UK Indie – #1)
- Yes Sir, I Will (121984/2, LP, 1983) (UK Indie – #1)
- Ten Notes on a Summer's Day (Cat No. 6, LP, 1985, Crass Records. Poemas escritos por Penny Rimbaud y puesta con una canción de rock lenta, cantada por Eve Libertine y Steve Ignorant.)
- Acts Of Love (1984/4, LP y libros, 1985. Poemas de Penny Rimbaud junto a música clásica, cantada por Eve Libertine y Steve Ignorant. El libro está ilustrado con pinturas de Gee Vaucher)
- Best Before 1984 (CATNO5, compilación doble LP, 1986) (UK Indie – #7)
- The Crassical Collection; The Feeding of the 5000 (CC01CD edición remasterizada de The Feeding of the 5000, 2010)
- The Crassical Collection; Stations of the Crass (CC02CD edición remasterizada de Stations of the Crass, 2010)
- The Crassical Collection; Penis Envy (CC03CD edición remasterizada de Penis Envy], 2010)
- The Crassical Collection; Christ - The Album (CC04CD edición remasterizada de Christ - The Album, 2011)
- The Crassical Collection; Yes Sir, I Will (CC05CD edición remasterizada de Yes Sir, I Will, 2011)
- The Crassical Collection; Ten Notes on a Summer's Day (CC06CD edición remasterizada de Ten Notes on a Summer's Day, 2012)

### Sencillos
- "Reality Asylum" / "Shaved Women" (CRASS1, 7", 1979) (UK Indie – #9)
- "You Can Be You" (521984/1, 7" sencillo de Honey Bane, respaldada por Crass bajo el nombre de Donna and the Kebabs, 1979) (UK Indie – #3)
- "Bloody Revolutions" / "Persons Unknown" (421984/1, 7" sencillo grabado con the Poison Girls, 1980) (UK Indie – #1)
- "Tribal Rival Rebel Revels" (421984/6F, sencillo de flexi disc entregado en la fanzine Toxic Grafity, 1980)
- "Nagasaki Nightmare" / "Big A Little A" (421984/5, 7" single, 1981) (UK Indie – #1)
- "Our Wedding" (321984/1F, sencillo de flexi disc de  Creative Recording And Sound Services para los lectores de la revista juvenil Loving)[49])
- "Merry Crassmas" (CT1, sencillo de 7", 1981, sátira de Crass al mercado navideño) (UK Indie – #2)[49])
- "Sheep Farming In The Falklands" / "Gotcha" (121984/3, sencillo de 7", 1982, originalmente lanzado anónimamente como flexi-disc) (UK Indie – #1)
- "How Does It Feel To Be The Mother Of 1000 Dead?" / "The Immortal Death" (221984/6, sencillo de 7", 1983) (UK Indie – #1)
- "Whodunnit?" (121984/4, 7" single, 1983), pressed in "shit coloured vinyl") (UK Indie – #2)
- "You're Already Dead" / "Nagasaki is Yesterday's Dog-End" / "Don't get caught" (1984, 7" single, 1984)
- "Ten Notes On A Summer's Day" (CATNO6, 12" EP, 1986) (UK Indie – #6)

### Otros
- "Penny Rimbaud Reads From 'Christ's Reality Asylum'" (Cat No. 10C, C90 casete, 1992)

### Grabaciones en vivo
- Christ: The Bootleg (grabado en vivo en Nottingham, 1984, lanzado en 1989 por Allied Records)
- You'll Ruin It For Everyone (grabado en vivo en Perth, Escocia, 1981, lanzado en 1993 por Pomona Records)

## Vídeos
- Crass

Christ: The Movie (una serie de cortos filmados por Mick Duffield que se mostraban en las presentaciones de Crass, VHS, lanzado en 1990)
Semi-Detached (collages en vídeo de Gee Vaucher, 1978–84, VHS, 2001)
Crass: There is No Authority but Yourself (documental "minimovie" de Alexander Oey, Minimovies.org, 2006)
- Crass Agenda

In the Beginning Was the WORD – DVD en vivo grabado en Progress Bar, Tufnell Park, Londres, 18 de noviembre de 2004 (Gallery gallery Productions @ Le Chaos Factory, 2006)